# 聖費南多 (莫拉桑省)
聖費南多（西班牙語：San Fernando），是薩爾瓦多的城鎮，位於該國東北部，由莫拉桑省負責管轄，面積26.93平方公里，海拔高度963米，2007年人口1,708，人口密度每平方公里63.42人。
13°58′N 88°12′W / 13.967°N 88.200°W